# Liga Premier de Azerbaiyán 2013-14
La Liga Premier de Azerbaiyán 2013-14 fue la vigésima segunda temporada de la máxima división del fútbol profesional de Azerbaiyán, desde su creación en 1922. El torneo fue organizado por la AFFA. La temporada comenzó el 2 de agosto y terminó el 17 de mayo de 2014. Qarabağ conquistó su segundo título de liga

## Formato
Los diez equipos participantes jugaron entre sí todos contra todos cuatro veces totalizando 36 partidos cada uno, al término de la fecha 36 el primer clasificado obtuvo un cupo para la primera ronda de la Liga de Campeones 2014-15, mientras que el segundo y tercer clasificado obtuvieron un cupo para la primera ronda de la Liga Europa 2014-15; por otro lado el último clasificado descendió a la Primera División de Azerbaiyán 2014-15.
Un tercer cupo para la primera ronda de la Liga Europa 2014-15 fue asignado al campeón de la Copa de Azerbaiyán.

## Equipos
- El formato de liga de esta temporada cambió, de 12 a 10 equipos.

- El Turan Tovuz y el Käpäz Ganja descendieron a la Birinci Divizionu.

- Debido al cambio de formato, no hubo ascenso.

| Club            | Ciudad   | Estadio                  | Capacidad |
| --------------- | -------- | ------------------------ | --------- |
| AZAL            | Bakú     | Estadio AZAL             | 3.000     |
| Baku            | Bakú     | FC Baku's Training Base  | 2.000     |
| Inter Baku      | Bakú     | Estadio Shafa            | 8.000     |
| Khazar Lankaran | Lenkoran | Khazar Stadium           | 15.000    |
| Neftchi Baku    | Bakú     | Bakcell Arena            | 11.000    |
| Qabala          | Qabala   | Gabala City Stadium      | 4.000     |
| Qarabağ         | Agdam    | Tofiq Bəhramov           | 31.200    |
| Ravan Baku      | Bakú     | Bayil Arena              | 5.000     |
| Simurq          | Zaqatala | Zaqatala City Stadium    | 3.500     |
| Sumgayit        | Sumgayit | Mehdi Huseynzade Stadium | 16.000    |

## Tabla de posiciones
| Pos. | Equipo          | Pts. | PJ | G  | E  | P  | GF | GC | Dif. | Clasificación y descenso 2014–15      |
| ---- | --------------- | ---- | -- | -- | -- | -- | -- | -- | ---- | ------------------------------------- |
| 1    | Qarabağ (C)     | 72   | 36 | 21 | 9  | 6  | 65 | 21 | +44  | Segunda ronda de la Liga de Campeones |
| 2    | Inter Bakú      | 67   | 36 | 20 | 7  | 9  | 60 | 37 | +23  | Primera ronda de la Liga Europa       |
| 3    | Gabala          | 61   | 36 | 18 | 7  | 11 | 48 | 36 | +12  | Primera ronda de la Liga Europa       |
| 4    | Neftçi Baku     | 60   | 36 | 17 | 9  | 10 | 47 | 43 | +4   | Segunda ronda de la Liga Europa       |
| 5    | Baku            | 57   | 36 | 16 | 9  | 11 | 53 | 43 | +10  |                                       |
| 6    | Khazar Lankaran | 49   | 36 | 12 | 13 | 11 | 44 | 49 | −5   |                                       |
| 7    | Simurq          | 33   | 23 | 11 | 0  | 12 | 35 | 28 | +7   |                                       |
| 8    | AZAL            | 31   | 36 | 6  | 13 | 17 | 29 | 49 | −20  |                                       |
| 9    | Sumgayit        | 25   | 36 | 5  | 10 | 21 | 27 | 61 | −34  |                                       |
| 10   | Ravan Baku      | 22   | 36 | 4  | 10 | 22 | 22 | 66 | −44  | Descenso a Primera División 2014-15   |

Actualizado a los partidos jugados el 17 de mayo de 2014.
 Fuente: Soccerway
Notas:
1. ↑  Tras ganar la Copa de Azerbaiyán el Neftçi Baku recibe un cupo para la Segunda ronda de la Liga Europa 2014-15.

## Tabla de resultados cruzados
Los clubes jugarán entre sí en cuatro ocasiones para un total de 36 partidos cada uno.
| Local \ Visitante | AZL | BAK | INT | KHA | NEF | QAR | GAB | RAV | SIM | SUM |
| ----------------- | --- | --- | --- | --- | --- | --- | --- | --- | --- | --- |
| AZAL              | —   | 1–0 | 0–2 | 1–3 | 2–1 | 1–1 | 1–2 | 2–1 | 1–1 | 1–0 |
| Baku              | 2–2 | —   | 0–1 | 3–0 | 3–0 | 2–1 | 1–2 | 5–0 | 3–2 | 1–0 |
| Inter Baku        | 1–2 | 2–2 | —   | 0–0 | 3–1 | 1–2 | 0–1 | 3–2 | 1–2 | 2–0 |
| Khazar            | 1–1 | 2–1 | 0–1 | —   | 0–0 | 0–3 | 0–0 | 1–0 | 0–0 | 4–3 |
| Neftçi Baku       | 4–1 | 2–1 | 3–1 | 4–1 | —   | 0–0 | 2–1 | 2–1 | 1–0 | 0–0 |
| Qarabağ           | 0–1 | 3–0 | 2–0 | 2–0 | 3–1 | —   | 4–3 | 0–0 | 0–0 | 5–1 |
| Qäbälä            | 1–0 | 2–0 | 3–2 | 2–0 | 1–2 | 0–1 | —   | 3–0 | 2–1 | 2–0 |
| Ravan             | 0–0 | 0–0 | 1–5 | 1–1 | 0–2 | 1–1 | 0–1 | —   | 0–3 | 1–1 |
| Simurq            | 3–0 | 0–3 | 0–1 | 1–2 | 0–0 | 0–0 | 0–0 | 2–0 | —   | 3–1 |
| Sumgayit          | 0–0 | 1–2 | 0–2 | 1–1 | 1–2 | 0–3 | 2–1 | 0–1 | 0–1 | —   |

| Local \ Visitante | AZL | BAK | INT | KHA | NEF | QAR | GAB | RAV | SIM | SUM |
| ----------------- | --- | --- | --- | --- | --- | --- | --- | --- | --- | --- |
| AZAL              | —   | 1–2 | 1–3 | 2–2 | 0–0 | 0–2 | 1–2 | 0–0 | 0–2 | 2–2 |
| Baku              | 1–0 | —   | 0–4 | 2–2 | 2–0 | 0–0 | 1–1 | 5–1 | 2–1 | 0–0 |
| Inter Baku        | 2–1 | 1–1 | —   | 3–0 | 2–1 | 0–3 | 0–0 | 3–0 | 0–0 | 2–0 |
| Khazar            | 1–1 | 0–2 | 1–1 | —   | 2–2 | 2–1 | 1–0 | 4–0 | 1–3 | 4–1 |
| Neftçi Baku       | 2–1 | 1–0 | 2–2 | 1–0 | —   | 1–4 | 1–2 | 2–1 | 3–0 | 1–3 |
| Qarabağ           | 2–1 | 4–0 | 4–1 | 0–1 | 1–1 | —   | 3–0 | 5–1 | 0–0 | 3–0 |
| Qäbälä            | 0–0 | 3–1 | 1–4 | 2–3 | 1–2 | 0–1 | —   | 0–0 | 1–0 | 3–1 |
| Ravan             | 1–0 | 2–3 | 1–2 | 2–1 | 0–1 | 0–2 | 1–2 | —   | 1–0 | 1–1 |
| Simurq            | 0–0 | 0–1 | 0–1 | 2–2 | 0–0 | 1–0 | 0–0 | 2–0 | —   | 4–0 |
| Sumgayit          | 2–1 | 1–1 | 0–1 | 0–1 | 2–0 | 1–0 | 0–3 | 1–1 | 1–1 | —   |

## Goleadores
| Pos. | Jugador            | Club       | Goles |
| ---- | ------------------ | ---------- | ----- |
| 1    | Reynaldo           | Qarabağ    | 22    |
| 2    | Vagif Javadov      | Inter Baku | 14    |
| 3    | Dragan Ćeran       | Simurq     | 13    |
| 4    | Danijel Subotić    | Qäbälä     | 12    |
| 5    | Mbilla Etame       | Khazar     | 11    |
| 6    | Bachana Tskhadadze | Inter Baku | 10    |
| 7    | Leroy George       | Qarabağ    | 9     |
| 8    | Rauf Aliyev        | Baku       | 8     |
| 8    | Chumbinho          | Qarabağ    | 8     |
| 8    | Afran Ismayilov    | Baku       | 8     |